# Fasolinki
Fasolinki, początkowo od maja 1991 do lutego 1992 roku grupa rytmiczna towarzysząca starszym Fasolkom. Po tym okresie zespół stał się samodzielny.
Siedzibą zespołu jest obecnie Centrum Integracji Mieszkańców na ul. J.P. Woronicza 44A.
Opiekę nad zespołem sprawują:
- Halina Sokołowska - kierownik artystyczny i kompozytor
- Kama Akucewicz-Warszawska - choreograf
- Agata Świtała-Świerczewska - zajęcia muzyczne

Z zespołem współpracują autorzy tekstów (Anna Warecka, Janusz Szczepkowski, Małgorzata Twardowska) i kompozytorzy (Adam Skorupka, Andrzej Rutkowski, Tadeusz Czechak).

## Dyskografia i występy
Do tej pory nagrano 8 kaset (audio) oraz 5 płyt kompaktowych z piosenkami własnymi oraz z kolędami i pastorałkami, a także ze znanymi aktorami i piosenkarzami, m.in. z Majką Jeżowską, Grażyną Świtałą, Piotrem Fronczewskim, Małgorzatą Ostrowską, Krzysztofem Tyńcem i Tadeuszem Rossem (powstała płyta pt. "Zulu-Gula - dzieciom").
Album Kolędy i pastorałki uzyskał w 2005 roku certyfikat złotej płyty.
Dzieci maja na swoim koncie udział w wielu programach i audycjach telewizyjnych, nagrały kilkanaście teledysków, wzięły udział w wielu programach estradowych, festynach i imprezach tak w Warszawie, jak i w całej Polsce (Sala Kongresowa, Teatr Polski, Teatr Buffo).
Ostatnio nagrały kasetę z piosenkami dla tzw. Prawdziwego Mikołaja z Rowaniemi w Finlandii oraz piosenki do najnowszej wersji Przygód Pana Kleksa.
W czerwcu 1992 roku, z inicjatywy rodziców i kierownika artystycznego zespołu, Haliny Sokołowskiej, powstała Fundacja Zespołu Fasolinki, która stara się gromadzić fundusze na potrzeby zespołu i na jego rozwój.